# CIGRÉ
CIGRÉ (fr. Conseil International des Grands Réseaux Électriques) – największe na świecie międzynarodowe stowarzyszenie zrzeszające ekspertów zajmujących się zagadnieniami dotyczącymi wytwarzania, przesyłu i dystrybucji energii elektrycznej. CIGRÉ zostało założone w 1921 r., a Polska była jego członkiem założycielem. W 2014 stowarzyszenie liczyło 1096 członków instytucjonalnych (np. przedsiębiorstwa, organizacje naukowe i badawcze, uczelnie, ciała administracyjne) oraz 7358 członków indywidualnych z 81 krajów. Siedziba stowarzyszenia zlokalizowana jest w Paryżu.
Polski Komitet Wielkich Sieci Elektrycznych (PKWSE) jest jednym z 57 komitetów krajowych CIGRE.

## Strona internetowa
- Oficjalna strona internetowa